# William McKinley
William McKinley, ameriški politik, * 29. januar 1843, Niles, Ohio, † 14. september 1901, Buffalo, New York.
McKinley je bil 25. predsednik ZDA, ki je bil izvoljen dvakrat (1896 in 1900). Po njem so med letoma 1897 in 2015 goro Denali, ki je najvišji vrh Severne Amerike, poimenovali Mount McKinley. McKinley je umrl 14. septembra 1901 zaradi gangrene na ranah, ki jih je prejel med atentatom nanj 6. septembra 1901. 